# U-1231
 U-1231  — немецкая подводная лодка типа IXC/40, времён Второй мировой войны.
Заказ на постройку субмарины был отдан 14 октября 1941 года. Лодка была заложена 31 марта 1943 года на верфи судостроительной компании Дойче Верфт АГ, Гамбург, под строительным номером 394, спущена на воду, 18 ноября 1943 года, 9 февраля 1944 года под командованием капитана цур зее Германа Лессинга вошла в строй.

## История службы
Лодка совершила 2 боевых похода, успехов не достигла. Сдалась союзникам в Лох-Фойле (Лисахалли), Северная Ирландия, 14 мая 1945 года. U-1231 в отличие от большинства своих товарок избежала уничтожения в рамках операции «Дэдлайт». Вошла в строй КВМФ Великобритании под именем N-25. После раздела германского флота была передана СССР, 13 февраля 1946 года переименована в Н-26, в том же месяце принята советским экипажем, зачислена в состав Балтийского флота. В 1949 году переименована в Б-26.
- 17 августа 1953 года выведена из боевого состава флота, переименована в КБП-33, служила кабинетом боевой подготовки.
- С 27 декабря 1956 года служила учебно-тренировочной станцией, носила имя УТС-23.
- 13 января 1967 года исключена из списка плавсредств, отправлена в ОФИ для разделки на металл.

### Флотилии
- 9 февраля — 1 сентября 1944 — 31-й флотилия (учебная),
- 1 сентября — 1 октября 1944 — 11-й флотилия,
- 1 октября 1944 — 14 мая 1945 — 33-й флотилия.

## Командиры

### Кригсмарине
- 9 февраля 1944 года — март 1945 года: капитан цур зее Герман Лессинг.
- март 1945 года — 14 мая 1945 года: оберлейтенант Гельмут Вике.

### ВМФ СССР
- 1946—1947: Васильев Г. К.
- 1947—1950: Егоров, Георгий Михайлович